# Малые Гари (Свердловская область)

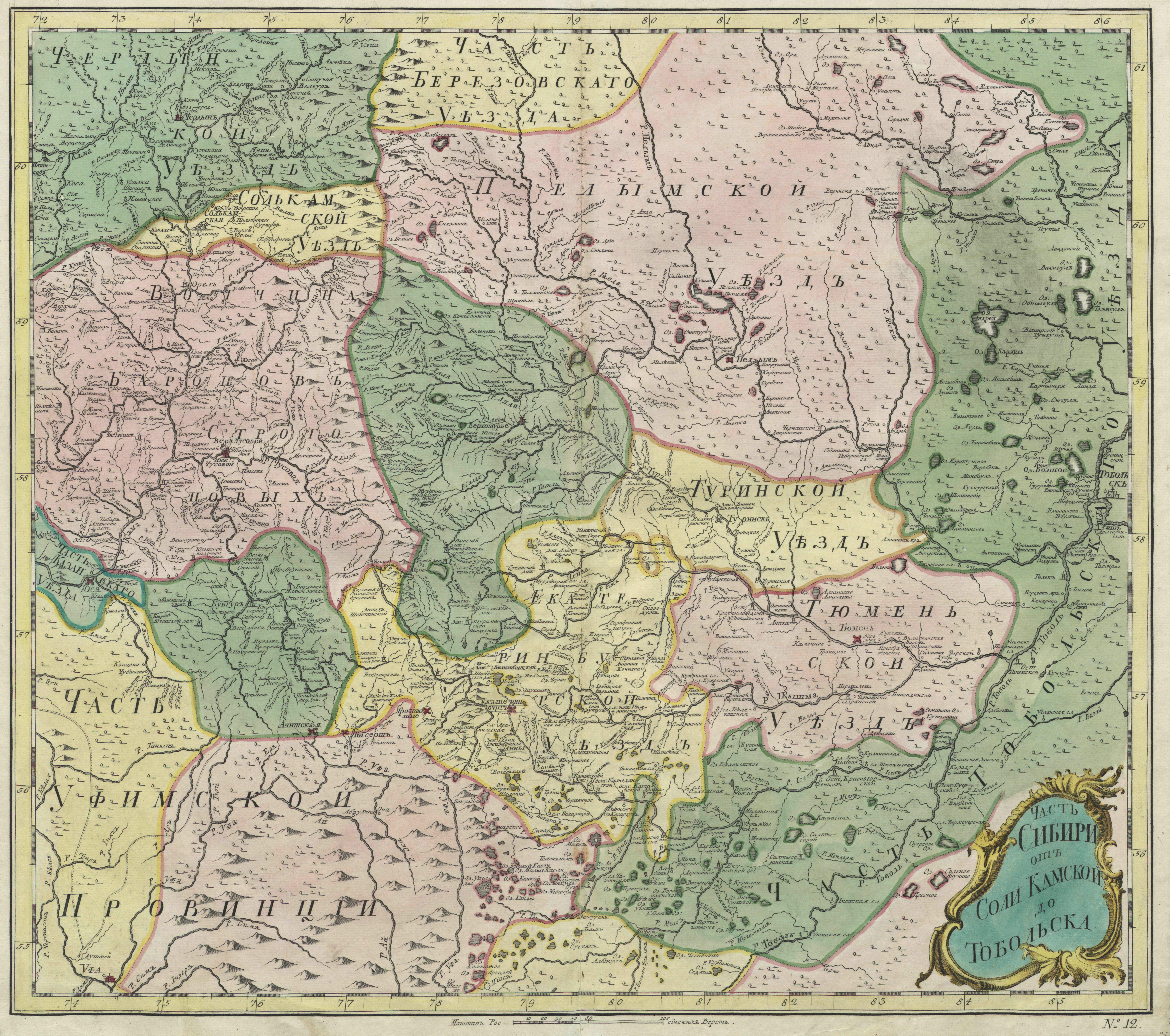
Деревня Гаринская на карте 1745 года.

Ма́лые Га́ри (Ма́ло-Га́ринская, Малога́ринская, Га́ринская) — упразднённая в октябре 1972 года деревня, располагавшаяся на территории современного Гаринского городского округа Свердловской области России.

## Географическое положение
Располагалась на правом берегу реки Тавды у места впадения в неё реки Ворья в 8 км к северо-востоку от села Троицкое, в 43 км к востоку от районного центра посёлка Гари, в 136 км к северо-западу от села Таборы и в 331 км к северо-востоку от Екатеринбурга.

## История
Основана казаками в первой половине XVIII века как деревня Гаринская. В 1745 году — в Пелымском уезде Сибирской губернии. В XIX — начале XX века административно-территориально принадлежала к Пелымской волости Туринского округа Тобольской губернии. В 1848 году сменила название на Малогаринская.
В советский период входила в состав Троицкого сельсовета Гаринского района. 11 октября 1972 года решением Свердловского облисполкома исключена из учётных данных как прекратившая существование.

## Демография
В 1834 году население деревни составляло 77 человек государственных крестьян (31 мужчина и 46 женщин). В 1868 году — 10 дворов, население — 60 человек (28 мужчин и 32 женщины). В 1893 году в деревне было 15 дворов, население составляло 124 человека.

## Религия
В XVIII—начале XX века относилась к приходу Троицкой церкви села Троицкого (Воргинского). В деревне действовала деревянная часовня с переносным престолом. В советское время часовня была снесена.